# Tomoko Oshima
Tomoko Oshima (jap. 大島 智子) – japońska ilustratorka i mangaka. Abolswentka Uniwersytetu Sztuki i Projektowania Joshibi w Suginami na Wydziale Sztuki Mediów.  

## Kariera
Urodziła się w mieście Jokohama w prefekturze Kanagawa. Od około 2010 roku wydawała animacje GIF na platformie Tumblr. 
Od 2012 roku tworzy okładki albumów piosenkarki Makura Izumi.  Stworzyła również okładki do albumów i teledyski dla utworów wykonawców takich jak Uchu Nekoko. 
W marcu 2017 roku dołączyła do wytwórni muzycznej Subenoana.  Tego samego roku zaczęła publikować mangę pt. „Secchan”, która w 2018 r. otrzymała serializację przez wydawcę CanCam.jp w formie elektronicznej.  Publikacja otrzymała tłumaczenie na język francuski. 
Od 2020 roku publikuje ilustracje i wpisy dla Dawn Society. 
W lipcu 2023 roku Tomoko zaczęła publikować serię opowiadań w postaci mangi dla wydawnictwa SHURO. 

## Twórczość

### Książki[6]
- Less than A4 - 2017 r.
- Secchan - 2018 r.

### Zbiór prac
- TamaTama - 2022 r.

### Wystawy

#### Solowe
- PARCO or Royal Host or a Love Hotel, whatever is fine - GALLERY X BY PARCO, Shibuya, 2017 r.

#### Zbiorowe
- CHAOS*LOUNGE2010 in TAKASHI collection Hibiya - Tokio, 2010 r.
- Chaos*Lounge "The new nature" - TAKAHASHI collection Hibiya, Tokio, 2010 r.
- GENDAI*ART - Roppongi Hills A/D gallery, Tokio, 2012 r.
- TRIPPY SOULS - hotori, Tokio, 2012 r.
- ANIMASIVO - miasto Meksyk, 2013 r.
- Bakuon film festival - Kichijoji Baus Theater, Tokio, 2013 r.
- Fantoche - Szwajcaria, 2013 r.
- Tomonori Nishigori ”AOI SORA NO HI NI”,special participant - MORIOKASHOTEN, Tokio, 2013 r.
- Shibukaru Matsuri - Shibuya PARCO, Tokio, 2013 r.
- Shibukaru Matsuri - Shibuya PARCO, Tokio, 2013 r.
- TADAIMA TO IU KOTO NI SHITA - shinjuku ganka garou, Tokio, 2013 r.
- AKIBA NOICE 2.0 - Arts Chuyoda 3331, Tokio, 2013 r.
- Shibukaru Matsuri - Shibuya PARCO, Tokio, 2014 r.
- Parplume University - Yamashita bldg., 2014 r.
- SHIBUKARU gose to BKK - Bangkok, 2015 r.
- Shibukaru Matsuri - Shibuya PARCO, Tokio, 2015 r.
- Come to the Purple town - Parplume prep school, 2016 r.
- Shibukaru Matsuri - Shibuya, 2016 r.
- Debris*Lounge - genron chaos*rounge gotanda atelier, Tokio, 2016 r.

- “おとなになれないで”- See you in 2017 - Koenji FAITH, Tokio, 2017 r.
- Crazy Girl Exhibition & BAR - GALLERY X BY PARCO, Shibuya, 2017 r.
- REFLECTOR - TETOKA, Kanda, 2018 r.
- 光るグラフィック展2 - Creation Gallery G8, Ginza, 2019 r.
- MICKEY THE TRUE ORIGINAL & BEYOND - MORI ARTS CENTER GALLERY, Tokio, 2020 r.
- メランコリック日常 - Artas Gallery, Fukuoka, 2022 r.
- TamaTama - G Photo Gallery, Tokio, 2022 r.
- drawing exhibition Hatsuharu - Shinjuku Ophthalmologist(Ganka) Gallery, Tokio, 2023 r.